# バート・ゾーデン＝ザルミュンスター
バート・ゾーデン＝ザルミュンスター (ドイツ語: Bad Soden-Salmünster) は、ドイツ連邦共和国ヘッセン州マイン＝キンツィヒ郡の市である。キンツィヒ川の谷に位置し、シュペッサルト自然公園とホーアー・フォーゲルスベルクに囲まれている。本市は、1974年にバート・ゾーデン市とザルミュンスター市とが、合併して成立した。中核市区であるバート・ゾーデンおよびザルミュンスターの他、周辺市区のアール、アルスベルク、エッカルトロート、カトーリシュ・ヴィレンロート、ケルバースドルフ、メルネス、ロムスタール、ヴァーレルトの各地区からなる。本市は、フランクフルト/ライン＝マイン大都市圏の一部をなしている。
市の一部がシュペッサルト自然公園に含まれるにもかかわらず、この街は連邦アウトバーン A66号フルダ - フランクフルト線およびザルミュンスター駅を通して、人口集中地域であるライン＝マイン地区への交通の便が良い立地である。市内には数多くの中規模企業や健康関連のサービス業者がある。産業構造は、たとえば医薬品産業や自動車の研究開発分野で、平均以上に多くの職場で適切な雇用関係が保たれていることを示している。
バート・ゾーデン＝ザルミュンスターは、保養・健康都市として多彩な健康施設を有している。たとえば、2005年に建設されたシュペッサルト＝テルメや数多くの専門病院である。1928年から市は効能を有する湯治場を運営している。効能の源は、特に強い塩水泉にある。バート・ゾーデン＝ザルミュンスターの源泉は、緩和と緊張の成分が効能を発揮する化学的な最低含量を何倍も超えていることを、源泉の研究は明らかにした。
観光インフラは、民営、公営を問わず近年継続的に充実・拡張されている。この街には年間のべ 405,377 泊（2009年12月31日現在）の宿泊客があり、日帰り客も増加傾向にある（2005年 - 2009年）。

## 地理

### 位置
バート・ゾーデン＝ザルミュンスターは、シュペッサルト山地の北端からフォーゲルスベルク山地の南端にかけて位置している。中核市区のバート・ゾーデンとザルミュンスターはキンツィヒ川の谷に位置する。この街は、アウトバーン A66号線および鉄道のフランクフルト・アム・マイン - フルダ間の沿線にある。
中規模中心のバート・ゾーデン＝ザルミュンスターは、ヘッセン州ダルムシュタット行政管区に属すマイン＝キンツィヒ郡の一部である。

### 隣接する市町村
バート・ゾーデン＝ザルミュンスターは、北はビルシュタイン、東はシュタイナウ・アン・デア・シュトラーセおよび市町村に属さないグーツベツィルク・シュペッサルト（この中にアルスベルク地区が飛び地としてある）、南はバート・オルプ、西はヴェヒタースバッハおよびブラハトタールと境を接している。メルネス地区は、それ以外の市域から離れた飛び地であり、西および北はグーツベツィルク・シュペッサルト、東はやはり市町村に属さないアウラの森地区（マイン＝シュペッサルト郡）、南をヨスグルントと境を接する。

### 市の構成
バート・ゾーデン＝ザルミュンスターは、以下の12の地区からなる。
| - アール (Ahl) - アルスベルク (Alsberg) - バート・ゾーデン (Bad Soden) - ハウゼン (Hausen) - エッカルトロート (Eckardroth) - カトーリシュ＝ヴィレンロート (Katholisch-Willenroth) | - ケルバースドルフ (Kerbersdorf) - メルネス (Mernes) - ロムスタール (Romsthal) - ザルミュンスター (Salmünster) - シェーンホーフ (Schönhof) - ヴァーレルト (Wahlert) |

## 歴史

### アール
1972年まで独立した町村だったアールは、旧連邦道 B40号線沿いに位置している。この道路は、アウトバーン A66号線が完成するまでは、フランクフルト・アム・マインからフルダに向かう幹線道路であった。アールの住民は昔から行商や流通業で生活していた。しかし、三十年戦争（1618年 - 1648年）、七年戦争（1756年 - 1763年）、ナポレオン戦争（1805年 - 1813年）では、進軍する軍勢による占領や掠奪に大いに苦しめられた。
アールに関する最初の文献上の記録は1326年になされた。1866年にシュリュヒテルン郡アールはプロイセン領となった。1945年にこの郡は、アメリカ軍部の決定に従ってヘッセン州に属すこととなった。
第二次世界大戦末期、この村は大きな危機に陥った。ザルミュンスターおよびバート・ゾーデンから出発した戦車部隊がアールの村を占領した。敗走したドイツ兵は、村の外側でシュタイナウに向かう戦車に対して射撃を行った。この攻撃で1人のアメリカ兵が射殺された。この攻撃がアールの住民からなされたと勘違いしたアメリカ軍はこの村を完全に抹殺することとした。アールの破壊は復活祭の日曜日の18時と定められた。住民は全財産を持ち、家畜を連れて近隣の町村に避難した。この時、バート・ゾーデンで戦争捕虜となっており解放されたイギリス軍将校ベディング少佐の取りなしで、アールの破壊は回避された。村の破壊が回避されたことに感謝して、1946年3月10日に式典が開かれ、毎年4月1日を「フェアロプテン・ターク」（約束の日）として祝うことが誓約された。これは現在も存続されている。

### アルスベルク
アルスベルクは、市内最小の集落であり、海抜約 480 m の市内で最も高い位置にある集落でもある。アルスベルクは、眺望の良い場所である。
アルスベルクは、Eilerßberg の名前で1330年に文献に記録されている。それよりも以前に人が定住していたことは間違いない。
伝統的に5月の初めには近隣からアルスベルクへの巡礼が行われ、9月の第3週末には教会開基祭が行われる。これは1976年から校庭のテントで祝われている。この学校は1929年に建設され、現在は公民館として使われている。
1970年1月1日、それまで独立した町村であったアルスベルクはザルミュンスター市に合併した。

### バート・ゾーデン
この集落の主要経済商品は中世初期から塩であった。この点では、この集落の歴史は、わずかに数 km 離れたバート・オルプのそれとよく似ているが、これ以後は大きく違って行く。
すでに900年頃には塩分を含む水源が見つかっており、フルダ修道院の所領となっていた。1190年頃のフルダ修道院長コンラート2世（1177年 - 1192年）の文書に Sodin として記録されている。1296年、シュトルツェンベルク城の麓にあった集落が、アドルフ・フォン・ナッサウによって「シュトルツェンタール」という名で都市に格上げされた。シュトルツェンベルク城が、塩水泉の水源を防衛する機能を担っていたかどうかは、歴史上明らかでない。
14世紀から15世紀に、この城はフッテン家の所有となった。彼らは、フルダ修道院の借金の担保としてこの街を統治した。フィリップ寛大伯が1522年にこの城を攻略した後、フッテン家は1536年に谷に居館を設けた。この城館は「フッテン城」として現存している。

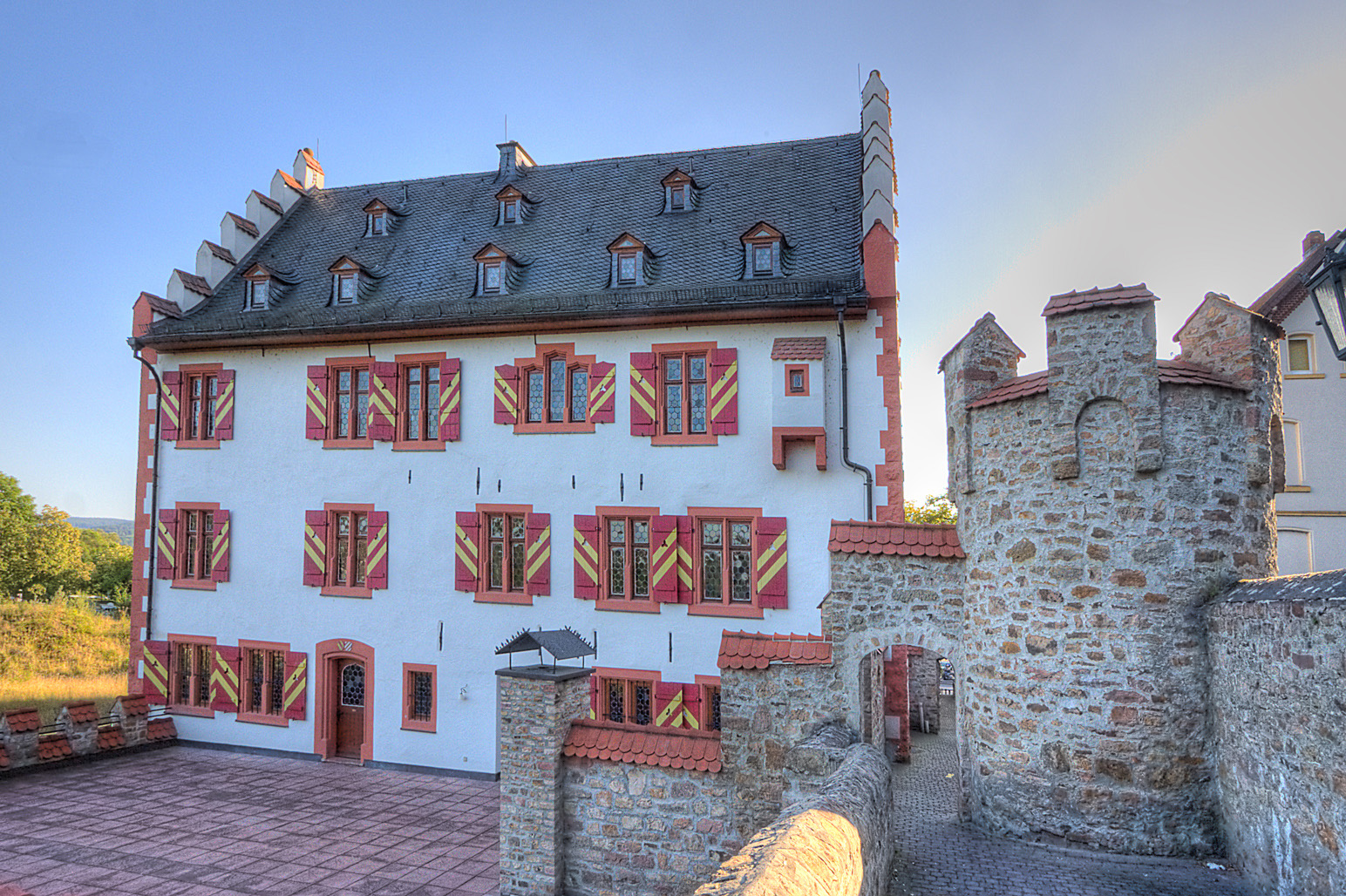
フッテン城

ゾーデンでは、オルプとは違い、16世紀に塩泉が砂で埋まり、製塩業は廃業された。ゾーデンは、たびたびマインツ選帝侯に質入れされたのだが、1734年にフルダ修道院領に復帰した。ただし、その際、オルプの10基の枝条架装置で製塩が行われているうちは、ゾーデンでの製塩業を再興しないという条件が付けられた。競合相手として締め出されたのであった。
1803年にフルダ修道院領が世俗化された後、1815年のウィーン会議で新設されたヘッセン選帝侯がこの地に所領を獲得した。新体制下の帝国では、マインツ選帝侯も廃止されており、塩泉源を利用してはならないという義務も消失していた。それにもかかわらず、ヘッセン選帝侯は、経済的見返りが期待できないとして製塩所の新設を拒んだ。一方、バイエルン領となったオルプでも、製塩業は衰退していった。
ゾーデンもオルプも、19世紀になると塩泉を薬湯として利用し始めた。1837年にゾーデンの泉源の掘削が始まった。同じ年にオルプでは薬剤師フランツ・レオポルト・コッホ（1782年 - 1850年）が、8つの小部屋をもつ塩水温泉の営業を開始している。ゾーデンでは、野原の一定の場所から塩水が常に沁み出していたことが、住民達が古い井戸の縦穴を掘り返して、炭酸を含有した塩水泉を見つけ出す動機付けになった。中世の枝条架装置の遺構も発掘された。最後のヘッセン選帝侯となったフリードリヒ・ヴィルヘルムは、1844年に源泉に関する権利を市に譲渡した。市は、当初、民間での利用を期待したのだが、投資が不足した。裕福なフランクフルト市民が組織する「オルプ狩猟会」は、この村のレストランには投資したものの、ゾーデンの塩泉には投資しなかった。
1919年になってやっと市は民間業者から源泉の利用権を取り戻した。この頃、新たに炭酸水が開発された。市は、1928年に Prädikat に温泉を貸し出し、これ以後、継続的に健康インフラを拡充していった。この保養都市には、現在、多彩なホテルや飲食店、高い評価を受けている8つのリハビリ・クリニック、総合外来病院や治療院、多くのレクリエーション施設がある。
バート・ゾーデンは、市内で2番目に人口の多い市区である。

### ハウゼン
ハウゼンは、かつては小さな集落であった。この集落は、1319年に husen という名前で初めて文献に記録されている。フルダ修道院が、ザルミュンスター防衛のために古くからこの地に水城を築いていたと推測されている。この城の周りには二重の堀が巡らされており、城への道は2つの橋を通っていた。集落は、ハウツェン・ツー・デン・ブルッケン（橋のたもとのハウゼン）とも呼ばれた。
1345年にフリードリヒ・フォン・フッテンはヤツァ家（ヨサ家）から城塞を購入した。1540年にマインツ選帝侯がアルスベルクとハウゼンを獲得した。これとともにザルミュンスターの一部も獲得され、その後この小都市は複雑な所有関係に巻き込まれて行った。マインツ選帝侯は、新たに獲得した地域に対する固有のオーバーアムト（地方行政単位）をハウゼンに設けた。借金の担保であったザルミュンスターは1734年にフルダ修道院領に復し、高権も返還されたことから、オーバーアムト・ハウゼンは徐々にその重要性を失っていった。選帝侯は、最終的には 18世紀末にオーバーアムトの所在地をハウゼンからオルプに遷した。その後、所領はオルプから運営されることとなった。マインツ選帝侯領とフルダ修道院領との境界には、小さな礼拝堂が設けられた。この建物はシュペッサルト街道沿いに現存している。
ナポレオン戦争後、1866年にプロイセン領となるまでの間、オルプ、アルスベルク、ハウゼンはバイエルン領となった。プロイセン領となって以後 104年間、ハウゼンはアルスベルクの町区としてゲルンハウゼン郡に属した。1970年1月1日、アルスベルクはハウゼンとともにザルミュンスター（当時はシュリュヒテルン郡）と合併し、その市区となった。これがハウゼンが現在この保養都市の市区となっている背景である。ハウゼンとアルスベルクは確かに1世紀にわたって行政機構を共にしてきた。しかし、ハウゼンの住民は、特に空間的に近いことから、昔からザルミュンスターに親近感を持っていた。住民たちは、ザルミュンスターの教会に通い、ここで買い物をし、ともに祭を祝っていた。子供たちはザルミュンスターの学校で学んだ。このため、多くの住民は1970年にハウゼンとザルミュンスターが合併したのは筋の通ったことだと感じている。ハウゼンはザルミュンスターの地区委員会の管轄下にある。

### フッテングルント
フッテングルントは、キンツィヒ川の谷の横谷である。ここを、フォーゲルスベルク山地を水源としキンツィヒ川に注ぐザルツ川が流れている。フッテングルントには、バート・ゾーデン＝ザルミュンスター市のロムスタール、エッカートロート、ヴァーレルトの各市区が位置している。フッテングルントという名前は、何世紀もの間ここを支配した貴族一門であるフッテン家に由来する。
中世、フッテングルントに位置する村落はバート・ゾーデンおよび旧帝国裁判所ザルミュンスター管区に属していた。当時エッカートロートは、この周辺で出没した盗賊団の逃げ込む場所であり、フッテン家の支配領域から「他国」へ出撃する際の拠点として利用されていた。
それぞれの村落は、互いに切れ目なく連続しているだけでなく、その住民達は共同で作業を行うことの必要性を自覚しており、現在の3つの市区も互いに密接な関係にある。

#### エッカートロート
現在エッカートロート地区のある場所は、900年頃にはすでにフルダ修道院のマルク・ザルツの一部となっていた。エッカートロートは1356年に Ekharterode という名前で初めて文献に記録されているが、この地域にそれまで入植がなされていなかったと考えるのは不自然である。Ekharterode という名前は、氏族名あるいは洗礼名の Ekhart と「開墾地」を意味する Roden を語源とする。
1805年にロムスタール/エッカートロート教会組織によって、大きなバロック教会聖フランツィスクス教会が建設された。この教会堂は1905年に拡張された。
第三帝国時代になるまで、この集落には活発なユダヤ人コミュニティが存在していた。現在も、集落の入口左側にユダヤ人墓地があり、一般に参拝することができる。
1972年4月1日にそれまで独立した町村であったエッカートロートは、バート・ゾーデン・バイ・ザルミュンスター市に合併した。

#### ロムスタール
フッテングルントの集落で歴史的に最も重要な村であるロムスタールは、1365年に Ramstal という名前で初めて文献に記録され、1970年12月1日にザルミュンスター市に合併した。
ロムスタールは現在、フッテングルントで最も大きな市区である。ここには基礎課程学校、フッテングルントハレおよび1749年に建設されたフッテンシュレスヒェン（フッテン小城）がある。この小城はヘレンハウス（領主館）の名で知られている。
バート・ゾーデン＝ザルミュンスターからフォーゲルスベルク山地方面に向かう途中にフッテングルントと呼ばれるザルツ川の谷がある。この名は、何世紀にもわたったロムスタール、エッカートロート、ケルバースドルフ、ヴァーレルト、およびマールボルンの一部を領したフッテン家にちなんでつけられた。14世紀に記録され1783年に破壊された、地方行政役場としての城塞の歴史についてはよく解っていない。その地所内には、1757年に記録が遺る城の水車と、1765年に「狩の館」と記された建物がある。問題は現在の領主館である。フッテン家の紋章と1742年の銘がある入口の梁は、旧い城の遺構であると推測される。建築上の魅力に満ちた領主館は、半切妻屋根とその上の小塔を戴く3階建ての長方形の建物である。木組み建築の上階とロマンス地方風の屋根を載せた塔が裏側と推測される。1904年にフッテン＝チャプスキ伯バグダンがフッテングルントの地所を獲得した。入口方面と公園側の2つの窓軸を拡張したのはこの人物である。

#### ヴァーレルト
ヴァーレルト集落は、1326年に Waldenrode という名で初めて記録されている。
1970年12月1日にバート・ゾーデン・バイ・ザルミュンスター市に合併した。ヴァーレルトは、フッテングルントで最も小さな市区である。

### カトーリシュ＝ヴィレンロート
この集落は、1339年に Wilnrode という名前で初めて文献に記録されている。1972年7月1日にザルミュンスター市に合併した。
主に農業で生計を立てるカトーリシュ＝ヴィレンロートは、小集落シェーンホーフと共に、バート・ゾーデン＝ザルミュンスターで最も小さい市区の一つである。
フォーゲルスベルク山地への上り坂に位置するその立地から、市区内には数多くの遊歩道が通っている。

### ケルバースドルフ
1447年に Korberstorf として初めて文献に記録されたケルバースドルフ地区は、フッテングルントの上にある。
ケルバースドルフには、小さな基礎課程学校がある。ここで子供たちは初等の4年間、体験学習を含めて学ぶことができる。
ケルバースドルフは1970年12月1日にザルミュンスター市に合併した。

### ザルミュンスター

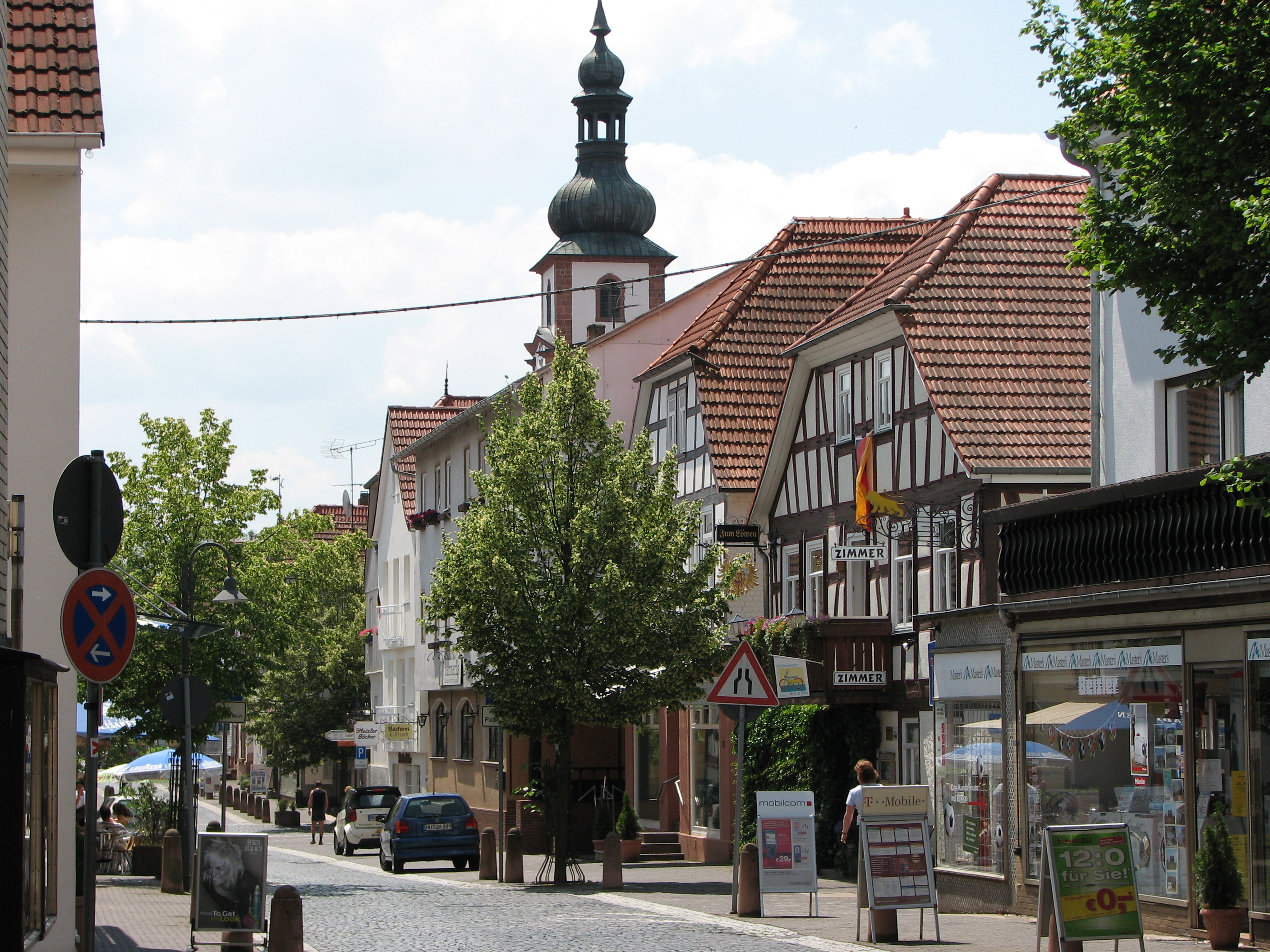
ザルミュンスター旧市街

ザルミュンスターの町並みは、2つの教会によって印象づけられている。旧市街にはバロック様式のカトリックの教区教会がそびえている。この教会は、1650年から2004年までフランシスコ修道院の修道院教会でもあった。修道院の建物は現在、フルダ司教区組織の教育・修行の施設として利用されている。プロテスタントのフェアゼーヌンク教会はネオゴシック様式の簡素な建物である。
経済は主に、小売業と自動車部品の下請け業によっている。
ザルミュンスターは、アウトバーンA66号線（フランクフルト・アム・マイン - フルダ）のインターチェンジを会して交通の便が良い場所にある。さらに、この市区には駅があり、1時間毎にバート・ゾーデン＝ザルミュンスターとフランクフルト・アム・マインやフルダとを結んでいる。

## 行政

### 市議会
バート・ゾーデン＝ザルミュンスター市の市議会は 37議席からなる。

### 姉妹都市
- ギレルナール＝グランジュ（フランス、アルデシュ県）1996年

## 文化と見所

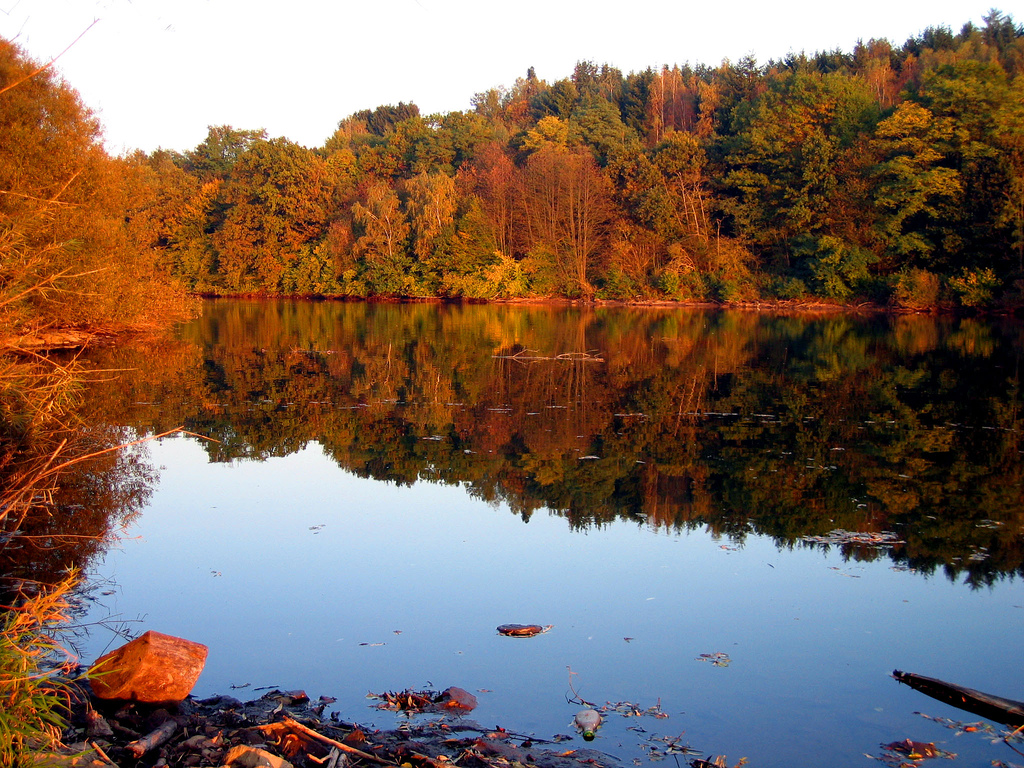
アール地区のキンツィヒ川堰止め湖

アール地区の堰止め湖は見所である。教会もこの街の魅力の一つである。やはりアール地区にあるマリアのグロッテは信仰心篤い人々が集まる場所である。

### 受難劇
ザルミュンスターの受難劇は、郡を超えて有名である。これは、3、4年周期でバロックの教区教会である聖ペーター・ウント・パウル教会でイエス・キリストの受難劇が上演されるものである。3000人以上の観客がこの受難劇を鑑賞する。

### テアターアンサンブル feel-X
2001年に創設されたこの演劇グループは純粋な旅劇団である。レパートリーには、古典から近代の喜劇の陽気な作品が含まれる。この他、feel-X は2005年から2年毎に冬物語も上演している。このグループはドイツアマチュア演劇連盟に属している。

### 建築
- アール
  - 無原罪の宿り（マリアのグロッテ）
- バート・ゾーデン

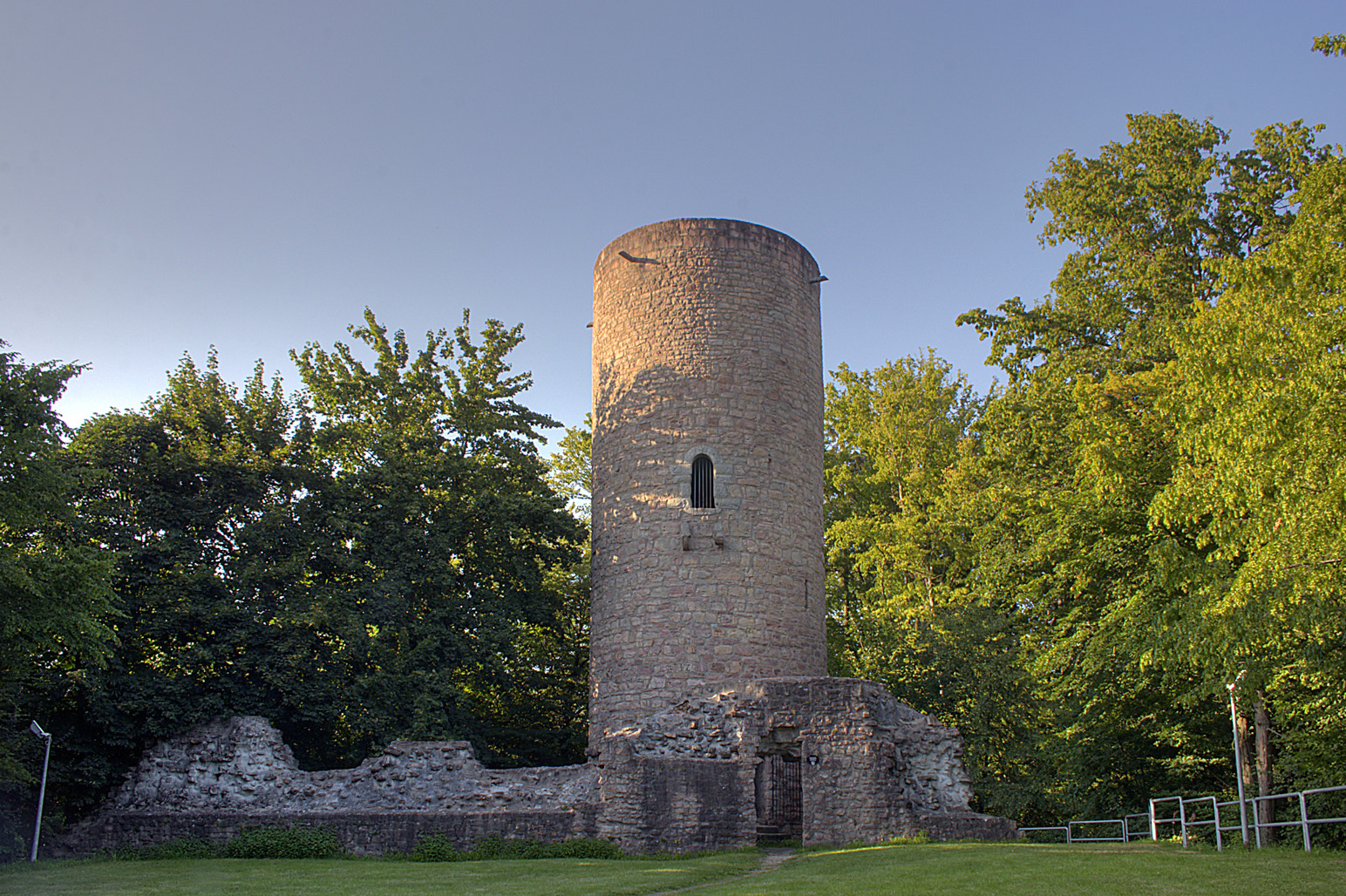
シュトルツェンベルク城のベルクフリート

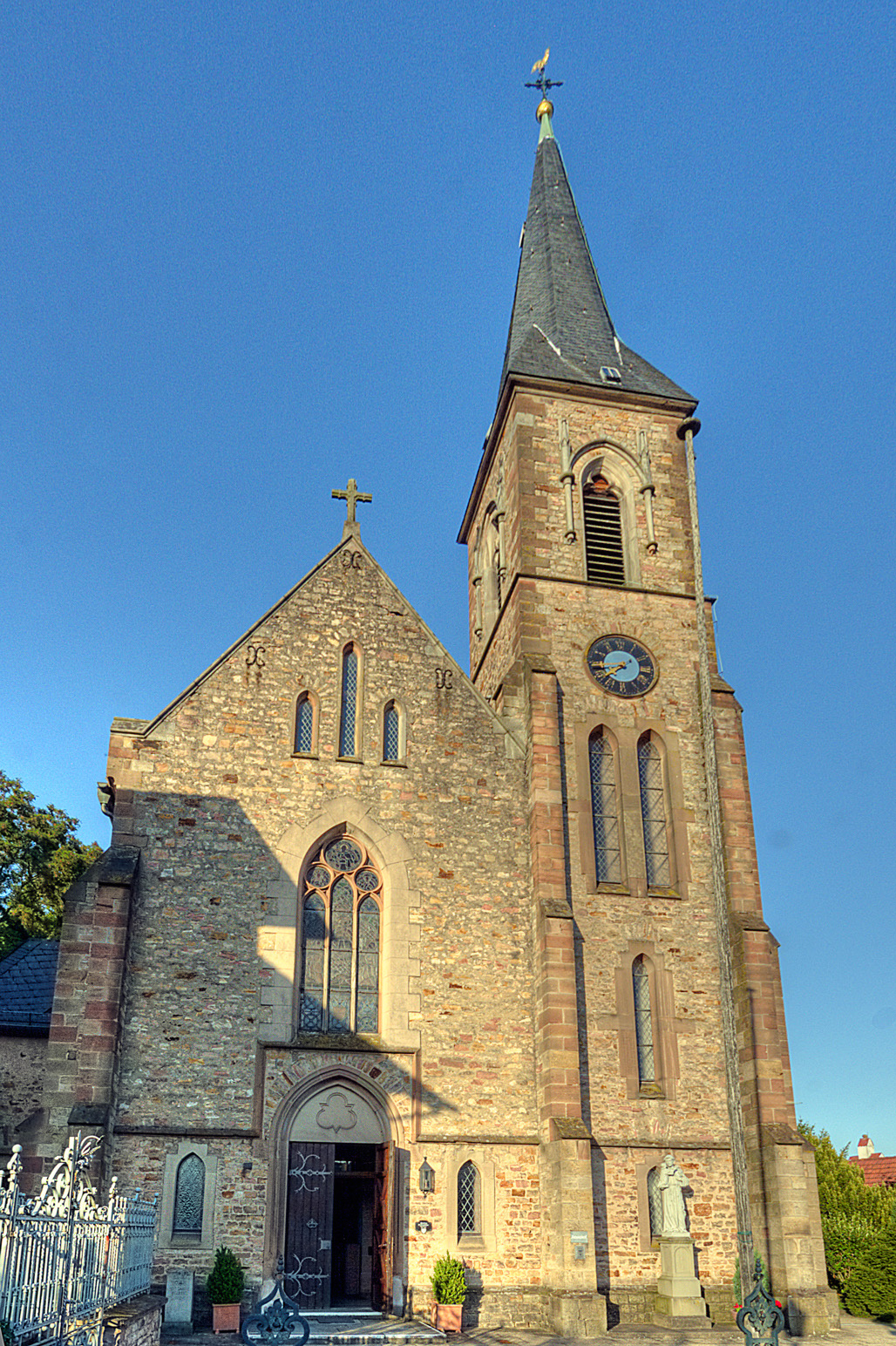
バート・ゾーデンの聖ラウレンティウス教会

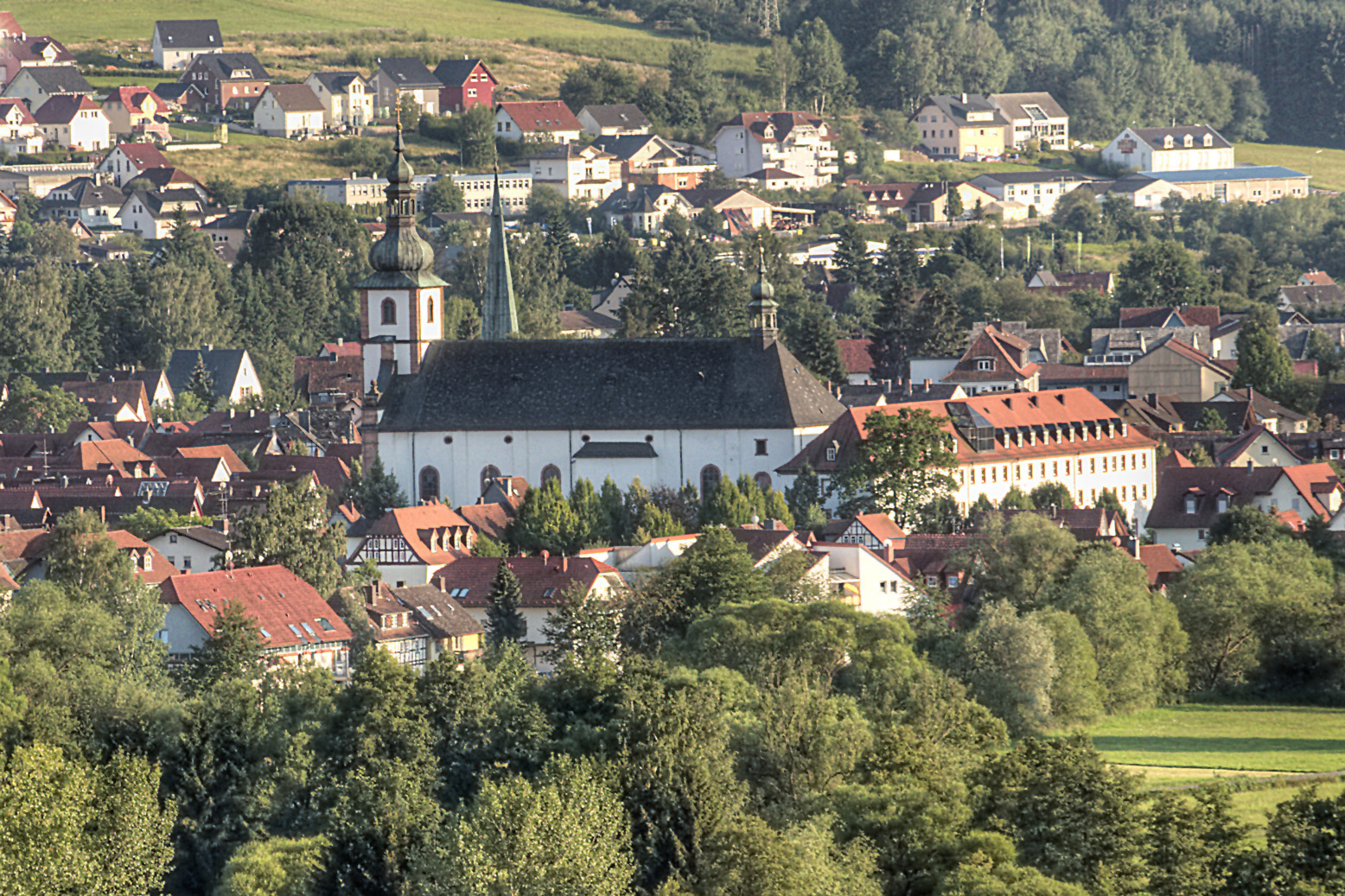
ザルミュンスターの聖ペーター・ウント・パウル教区教会

  - 街にそびえるシュトルツェンベルク城（1252年に初めて記録されている）のベルクフリート（主塔）は 1970年から展望塔となっており、ここからはバート・ゾーデン、キンツィヒ川の谷、ホーアー・フォーゲルスベルクやシュペッサルト山地を望むことができる。
  - キンツィヒ川の谷で最も重要な歴史的建造物が、フッテン城である。この城は出窓や階段式破風、階段塔を持つ中世後期の建物である。1536年にルーカス・フォン・フッテンとその妻アポロニア・フォン・フランケンシュタインによって建設され、これ以後シュトルツェンベルク城の本来の居館は放棄された。この城館には1814年まで、この氏族の様々な家系が継続的に暮らしていた。ルーカス・フォン・フッテンの甥（または姪）の息子にあたるヨハンが、側翼（1594年）と厩舎（1599年）を拡張した。フッテン家の家系が断絶した後は、所有者が移り変わった。まず、ラインプファルツ地方の材木商ジャン・ピエール・デュプレ（1762年 - 1848年）が、1819年にこの城館を獲得した。1875年には、再興された市の塩泉源利用権を得たゲオルク・ヴィトリアリウスが、半地下階に初めて私的な鉱泉浴場を設けた。塩分を含んだ鉱泉は、木製の樽で源泉から城にまで運ばれていた。1901年にオッフェンバッハ出身の製糸工場主のヨハン・アドルフ・クラフトが購入して改築を施し、家族のための夏の別荘としてイギリス式景観庭園を設けた。20世紀には、様々な企業の本社として利用されたが、1998年からは野外劇場として利用されている。
  - 1703年に建てられた旧バート・ゾーデン市役所（現在は戸籍役場）は、寄棟式の屋根と擬宝珠型屋根の塔（1866年に増築）を持つ建物で、ヘッセン州で唯一のバロック様式の木組み建築による市町村庁舎である。この建物には古様式家具を備えた結婚式場があり、歴史装束愛好グループの本部となっている。
  - バート・ゾーデンには2つの教会がある。ネオゴシック様式に西側部分と塔を持つカトリックの聖ラウレンティウス教会と、プロテスタントの救世主教会である。
  - バート・ゾーデンの保養地区にあるカフェやレストランのうち「アルテ・クールハウス」は1886年に建設された最も古いものである。クアパークには 1928年9月25日に稼働を始めたケーニヒ・ハインリヒ・シュプルーデルがある。これは2度掘り返されている（1974年と1984年）。この泉の水は、ドイツで最も鉄含量が高い。この飲用できない水（1リットルあたり約 90 g の塩を含む）は専ら塩水温泉として利用されている。2006年に小さな枝条架装置がクアパークに造られた。沸騰過程の前に塩水を濃縮・純化するための歴史的なシュヴァルツドルン式枝条架装置である。ただしバート・ゾーデンでは古いカステン式枝条架装置が使われており、シュヴァルツドルン式が使われたことはなかった。
  - 現代の保養業の中心はシュペッサルト＝テルメ（2005年）である。ここの温水は、31℃から 33℃で、約 1.5 % の塩分を含んでいる。ロシアのバニャを模した丸太小屋のサウナ施設がある。
- ハウゼン
  - ハウゼン城
  - 十分の一税倉庫
- メルネス
  - 聖ペーター教会
- ロムスタール
  - 聖フランツィスクス教会と聖エリーザベト教会
- ザルミュンスター
  - アムトホーフ
  - 聖ペーター・ウント・パウル教区教会
  - 中世の都市防衛施設の遺構（ツェーント塔、防塁上の道）
  - シュライフラスホーフ
  - 救世主教会

### 年中行事
ザルミュンスターの旧市街祭は、8月の第1週末に開催される。バート・ゾーデンの泉祭は毎年8月に開催される。バート・ゾーデンのブルクフェスト（城塞祭）は城館の夏祭りに替わり、6月末に開催されている。

## 経済と社会資本

### 交通
- アウトバーン A66号線のインターチェンジ
- バート・ゾーデン＝ザルミュンスター駅は、1時間毎にフルダとフランクフルト・アム・マインとを結ぶレギオナルエクスプレスが発着する。
- ヘッセン自転車道 R3号線（ライン＝マイン＝キンツィヒ自転車道）は「Spätlesereiter の轍」というモットーの下、ライン川、マイン川、キンツィヒ川沿いにフルダを通り、レーン山地のタンまで伸びている。

### 地元企業
世界中で活動している自動車部品下請けメーカー Woco はバート・ゾーデン＝ザルミュンスターに本社を置いている。

### その他
書類フォルダーは、1895年に Büromöbelfabrik Stolzenberg の従業員カール・グラディッツによってバート・ゾーデンで発明された。

## 人物

### 出身者
- ヨーゼフ・ミュラー（1894年 - 1944年）カトリック聖職者。国家社会主義に対する批判を行い、殺害された。

## 引用
1. ↑  Hessisches Statistisches Landesamt: Bevölkerung in Hessen am 31.12.2023 (Landkreise, kreisfreie Städte und Gemeinden, Einwohnerzahlen auf Grundlage des Zensus 2011)]
2. ↑  1969年12月17日付け ヘッセン州内務省令― IV A 22 ― 3 k 08/05 ― 3/69 ― Betrifft: ゲルンハウゼン郡アルスベルクのシュリュヒテルン郡ザルミュンスター市への合併 (StAnz. 1/1970 S. 5)
3. ↑  2011年3月27日の市議会議員選挙結果、ヘッセン州統計局（2012年9月2日 閲覧）